# The Distance
The Distance ist ein Jazzalbum von Michael Formanek und dem Ensemble Kolossus. Die im Dezember 2014 im Systems Two Studio, Brooklyn, entstandenen Aufnahmen erschienen am 12. Februar 2016 auf ECM Records.

## Hintergrund
Formanek sei einem breiteren Publikum wahrscheinlich am bekanntesten durch seine beiden ECM-Alben, Rub and Spare Change (2010) und Small Places (2012), beides Quartett-Sessions mit dem Saxophonisten Tim Berne, dem Pianisten Craig Taborn und dem Schlagzeuger Gerald Cleaver sowie als Sideman bei zahlreichen Session im Feld des Jazz und der Improvisierten Musik, notierte Dan McClenaghan. Formanek sei es jedoch nicht fremd, für größere Ensembles zu schreiben. Als Dozent am Peabody Conservatory of Music in Baltimore hat er The Open Book für Symphonieorchester und Jazzsolisten geschrieben, das 2007 vom Peabody Concert Orchestra uraufgeführt wurde.
Für The Distance beschäftigte Formanek eine 18-köpfige Bigband. Das Herzstück dieses Albums – das neunteilige „Exoskeleton“ – dauert über eine Stunde: eine ausgedehnte Komposition für ein erweitertes Ensemble, so Mark Sullivan. Der Eröffnungstrack „The Distance“ ist eine lyrische Tondichtung im traditionellen Stil, die Brian Settles’ Solo-Tenorsaxophon herausstellt. Zu den weiteren Solisten gehören Ralph Alessi, Tim Berne, Kris Davis, Mary Halvorson, Chris Speed und Loren Stillman, die jeweils für „die improvisatorische Ausgestaltung“ Formaneks Musik sorgen wurden, so Hans-Jürgen Schaal.

## Titelliste
- Michael Formanek & Ensemble Kolossus: The Distance (ECM 2484, ECM Records 475 9407)[4]

1 The Distance 6:01

2 Exoskeleton Prelude 9:04
3 Exoskeleton (21:34)
3.1 Part I – Impenetrable

3.2 Part II – Beneath The Shell The Distance 6:01

3.3 Part III – @Heart

4 Exoskeleton (15:42) 

4.1 Part IV – Echoes

4.2 Part V – Without Regrets

5.1 Part VI – Shucking While Jiving

5.2 Part VII – A Reptile Dysfunction

6 Exoskeleton (7:28)

6 Part VIII – Metamorphic

Wenn nicht anders vermerkt, stammen die Kompositionen von Michael Formanek.

## Rezeption

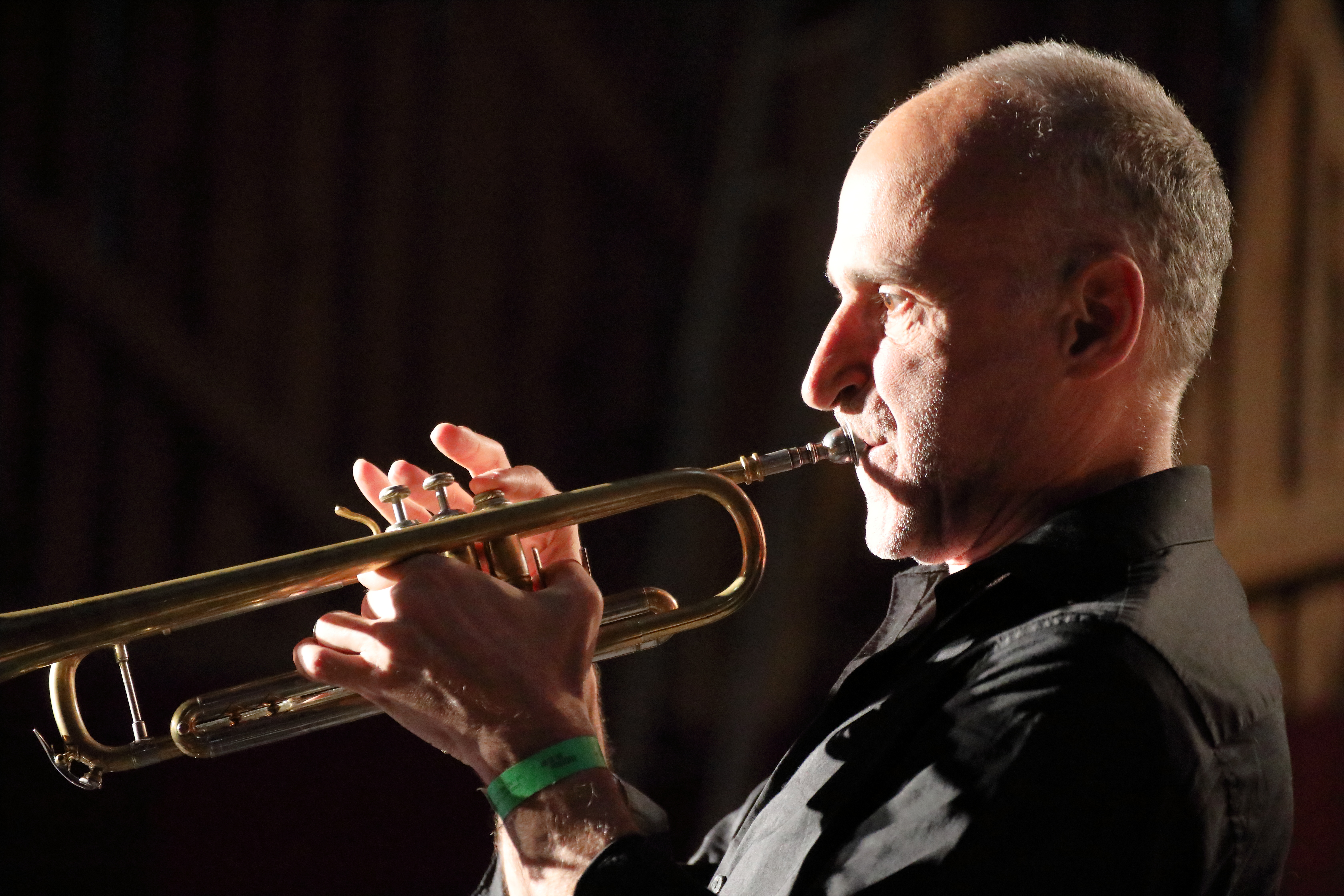
Ralph Alessi mit dem Florian Weber Quartet auf dem INNtöne Jazzfestival 2019

Nach Ansicht von Mark Sullivan, der das Album in All About Jazz rezensierte, repräsentiert diese 18-köpfige Gruppe namens Ensemble Kolossus einen kühnen kreativen Sprung Formaneks nach vorne gegenüber seinen früheren Quartettaufnahmen für ECM. Es sei ein großes, farbenfrohes Stück voller stilistischer Vielfalt. Dichte Ensemble-Sounds würden mit spärlicheren Texturen ausbalanciert. Formanek könne auf eine Schar sehr markanter Musiker zurückgreifen – darunter viele der meistbeschäftigten New Yorker Spieler – und da fast jeder mindestens ein Solo bekomme, garantieren ihre individuellen Stimmen fast einen gewissen kaleidoskopischen Charakter. Formanek habe sich dafür entschieden, sich auf das Spielen des Basses als Teil der Rhythmusgruppe zu konzentrieren, sodass sein Kollege Mark Helias als Dirigent einen unschätzbaren Beitrag leistete. The Distance sei eine bemerkenswerte Leistung, die Formaneks kleinere Ensembles nur angedeutet haben.
Das Album sei bestimmt von einzigartigen und komplexen, aber zugänglichen Arrangements, schrieb Dan McClenaghan (All About Jazz), vehement lebhaften Soli und einer überraschenden Reihe – durch instrumentales Zusammenspiel – von neuen Ideen, wie ein Jazzorchester klingen sollte.

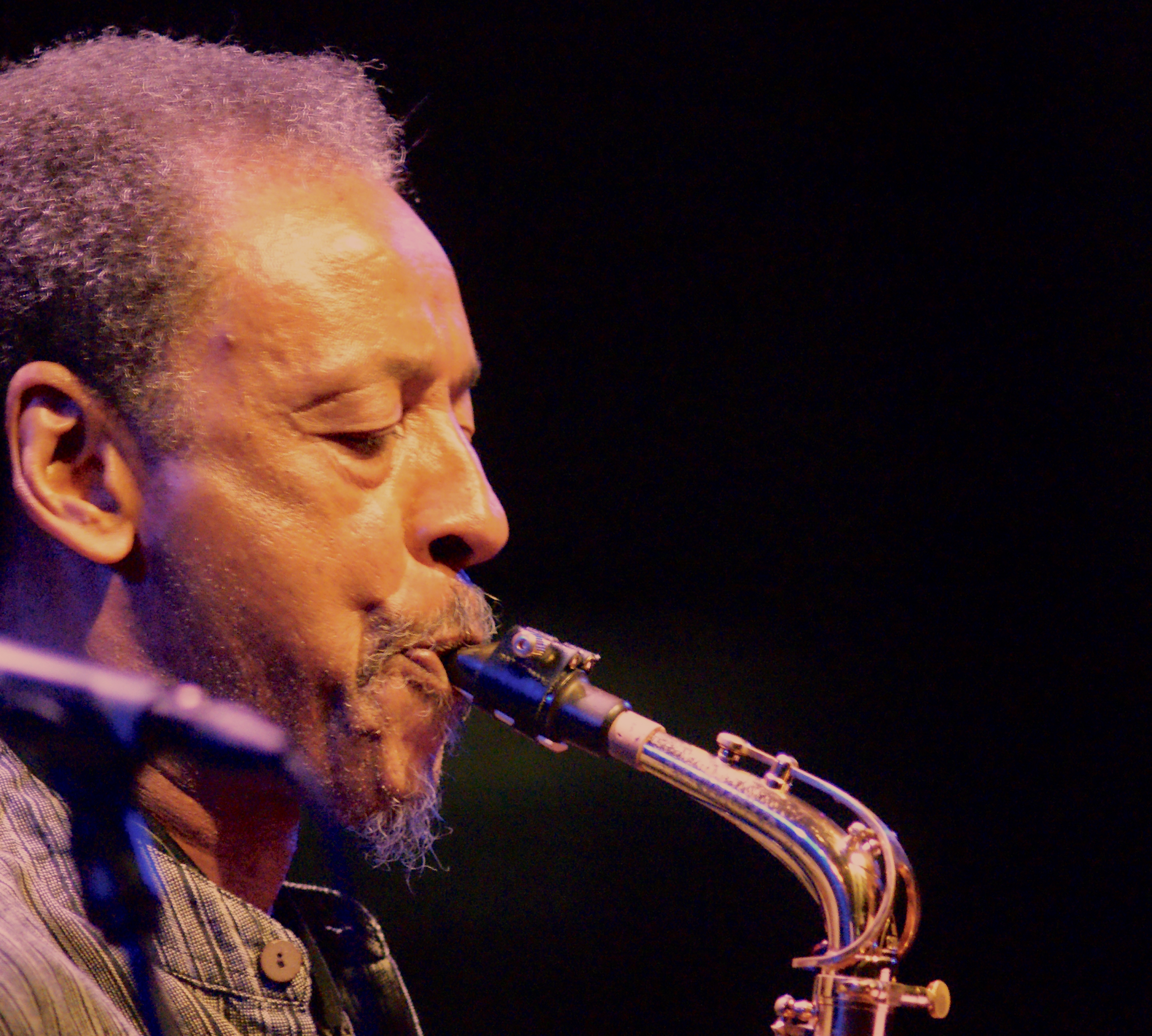
Henry Threadgill (2011)

Michael Formanek gehe bei diesem großartigen Unterfangen, bei dem er eine 18-köpfige Band zusammengestellt hat, die sich stark an eine Art modernen Third Stream anlehne, sicherlich weit, schrieb John Murph in JazzTimes. Er würde dabei mehrere Bezugspunkte einfügen, die von Olivier Messiaen und Ornette Coleman bis zu Charles Mingus und Henry Threadgill reichen, doch dank Formaneks geschickten Kompositionen wirkten die Ergebnisse nie wie eine bloße Persiflage. Die faszinierende Exoskelett-Suite mit acht Sätzen nehme den größten Teil der CD ein und fungiere als ihr emotionales Zentrum. Sie strahle eine kinoreife Großbildpracht aus und biete druckvolle rhythmische Motive, markante dissonante harmonische Dehnungen, verlockende Melodien und genug improvisatorisches Brio, um das Interesse während ihrer überstündigen Dauer aufrechtzuerhalten.
„Vier Trompeten, vier Posaunen, fünf Holzbläser und eine fünfköpfige Rhythmusgruppe – das sieht aus wie eine waschechte Bigband“, schrieb Hans-Jürgen Schaal in jazz thing. Doch Michael Formanek, bekannt als kraftvoller Bassist und Leiter raffinierter Combos, würde einem so gewaltigen Klangkörper weitaus Ehrgeizigeres entlocken als konventionellen Bigband-Sound. Seine 65-minütige Suite „Exoskeleton“ wie auch die berückenden sechs Minuten des Titelstücks „The Distance“ bewegen sich eigenständig frisch zwischen Neuer Musik, fortgeschrittenem Jazz und freier Klanggestaltung. Das würde abgründig, bizarr oder experimentell klingen, dazwischen aber auch originell swingend oder tief melancholisch.
Michael Formanek hat die Töne und Texturen, die diese 18 vertrauten Instrumente zusammen erzeugen können, neu interpretiert, und das Ergebnis sei, gelinde gesagt, beunruhigend, meinte Dave Gelly im britischen Guardian. Von massiven Blöcken soliden Klangs bis hin zu zarten, wandernden Melodien klinge diese Musik verwirrend in ihrer schieren, entschlossenen Differenz. Aber es sei auch packend, weil das Ensemble als Kulisse für eine Parade bemerkenswerter Solisten fungiere. Über die 71 Minuten Spieldauer werde nach und nach deutlich, dass der einzigartige Sound der Band die Summe ihrer lebendigen Einzelteile sei.
Die leuchtenden Voicings der Band von Birth of the Cool aus den 1940ern oder der anschmiegsame Blues-Swing einer Charles Mingus-Gruppe würden flüchtig aufscheinen, aber stachelige Melodien seien ebenso vorherrschend wie wohlklingende, während Soli ohne Gefangene von Vamps im niedrigen Register und schnell gespielt werden – sich bewegende Ensemble-Parts, die vor Verfolgungsjagden und Echos sprudeln, schrieb John Fordham im Guardian. The Distance sei ein visionäres Big-Band-Projekt, aber bei aller Sensibilität Formaneks für die Jazzgeschichte sollten Traditionalisten beachten, dass die ausgedehnten Höhenflüge der Improvisatoren nicht vor der Kante der freien Improvisation zurückschrecken.